# 異南鰍
異南鰍（學名：Schistura irregularis）為輻鰭魚綱鯉形目條鰍科南鰍屬的其中一種。分布於亞洲寮國Nam Khan流域，本魚體延長，口下位，具觸鬚3對，下頜有中央的凹槽，體長可達8.6公分，身體有7-9條橫帶，比間隙寬,形狀不規則，體前面的橫帶比在後部的橫帶寬，在後部的橫帶有深色的邊緣與灰白的中心， 在尾鰭基底的黑色橫帶不完，背鰭基底有一個橘色的小區塊。棲息在底層水域，生活習性不明。

## 扩展阅读
維基物種上的相關：異南鰍